# Мамедов, Мурад Сахавет оглы
Мурад Сахавет оглы Мамедов (азерб. Murad Səxavət oğlu Məmmədov, род. 12 августа 1995 года, Сумгаит, Азербайджан) — азербайджанский борец греко-римского стиля, член национальной сборной Азербайджана, чемпион Европы 2024 года, серебряный призёр чемпионата мира 2023, бронзовый призёр чемпионата мира 2021. Серебряный призёр чемпионата Европы 2018. Чемпион Европы среди юниоров 2014 года и среди борцов до 23 лет 2017 года, чемпион Европы среди кадетов 2010 и 2012 годов, чемпион мира среди кадетов 2012 и среди юниоров 2014 и 2015 годов. Мастер спорта с 2011 года.

## Биография
Мурад Мамедов родился 12 августа 1995 года в Сумгаите. Через несколько месяцев после рождения переехал вместе с семьей в Польшу, в город Пиш, где прожил до 9 лет. В 2004 году вернулся в Азербайджан, в город Джалильабад. Через месяц переехал в Сумгаит, где проживает до сих пор. В 2009—2013 годах обучался в школе-интернате № 20 города Сумгаит. В 2011—2012 годах выступал за клуб «Хазар Ленкорань».
Окончил Азербайджанскую государственную академию физической культуры и спорта, факультет единоборств.
Владеет азербайджанским, русским и польским языками.
С 10 лет начал заниматься греко-римской борьбой в спортивном обществе «Зенит» города Сумгаит. Первым и постоянным личным наставником борца является тренер и учитель Абульфат Мамедов.
С 2014 года начал выступать от имени спортклуба «Нефтчи», под руководством Эльчина Джафарова. С 2016 года представляет Центральный Спортивный Клуб Армии, где его тренером является Талех Исрафилов.
После победы на чемпионате Европы 2010 года среди юниоров, получил звание мастера спорта.
На чемпионате Европы по борьбе 2024 занял первое место.
В мае 2024 года на Мировом квалификационном турнире в Стамбуле Мураду Мамедову удалось выиграть полуфинальную схватку в весовой категории до 6о кг и добыть в этом весе лицензию на Олимпийские игры 2024 года. В июне 2024 года Мамедов выиграл рейтинговый турнир в Будапеште в весовой категории до 63 кг.

## Достижения

### Чемпионаты мира
| Соревнования                                       | Сборная     | Весовая категория | Место  |
| -------------------------------------------------- | ----------- | ----------------- | ------ |
| Чемпионат мира по борьбе среди кадетов 2011        | Азербайджан | 54 кг             | 5      |
| Чемпионат мира по борьбе среди кадетов 2012        | Азербайджан | 58 кг             | Золото |
| Чемпионат мира по борьбе среди юниоров 2014        | Азербайджан | 55 кг             | Золото |
| Чемпионат мира по борьбе среди юниоров 2015        | Азербайджан | 55 кг             | Золото |
| Чемпионат мира по борьбе среди военнослужащих 2016 | Азербайджан | 59 кг             | Бронза |

### Чемпионаты Европы
| Соревнования                                            | Сборная     | Весовая категория | Место   |
| ------------------------------------------------------- | ----------- | ----------------- | ------- |
| Чемпионат Европы по борьбе среди кадетов 2010           | Азербайджан | 46 кг             | Золото  |
| Чемпионат Европы по борьбе среди кадетов 2011           | Азербайджан | 54 кг             | Золото  |
| Чемпионат Европы по борьбе среди кадетов 2012           | Азербайджан | 58 кг             | Серебро |
| Чемпионат Европы по борьбе среди юниоров 2014           | Азербайджан | 55 кг             | Золото  |
| Чемпионат Европы по борьбе среди юниоров 2015           | Азербайджан | 55 кг             | Серебро |
| Чемпионат Европы по борьбе среди юниоров до 23 лет 2016 | Азербайджан | 59 кг             | Серебро |
| Чемпионат Европы по борьбе среди юниоров до 23 лет 2017 | Азербайджан | 59 кг             | Золото  |
| Чемпионат Европы по борьбе 2018                         | Азербайджан | 60 кг             | Серебро |
| Чемпионат Европы по борьбе 2024                         | Азербайджан | 63 кг             | Золото  |

## Другие соревнования
| Соревнования                                              | Сборная     | Весовая категория | Место   |
| --------------------------------------------------------- | ----------- | ----------------- | ------- |
| Международный турнир им. Темо Казарашвили 2010            | Азербайджан | 46 кг             | Золото  |
| Гран-при Парижа 2015                                      | Азербайджан | 59 кг             | Бронза  |
| Кубок Алроса 2015                                         | Азербайджан | 59 кг             | Серебро |
| Международный турнир им. Вехби Эмре и Хамита Каплана 2017 | Азербайджан | 59 кг             | Бронза  |